# 이나리야마역
이나리야마역(일본어: 稲荷山駅)은 일본 나가노현 나가노시에 있는, 동일본 여객철도의 철도역이다. 시노노이 선이 지나간다.

## 역 구조
상대식 2면 2선 구조의 지상역이다. 양쪽 승강장은 과선교로 이어져 있다. 시노노이역이 관리하는 간이 위탁역으로, 승차역 증명서 발행기가 있다.

### 승강장
| 1 | ■ 시노노이 선 | 마쓰모토 · 시오지리 방면 |
| 2 | ■ 시노노이 선 | 시노노이 · 나가노 방면   |

## 역세권 정보
- 나가노 자동차도

## 역사
- 1900년 11월 1일 - 일본국유철도 시노노이 선의 개통과 동시에 개업했다.
- 1987년 4월 1일 - 민영화에 따라 동일본 여객철도의 소속이 되었다.

## 인접역
| 동일본 여객철도 시노노이 선 | 동일본 여객철도 시노노이 선 | 동일본 여객철도 시노노이 선 |
| --------------------------- | --------------------------- | --------------------------- |
| 오바스테 시오지리 방면      | ■ 쾌속·보통                 | 시노노이 · 나가노 방면      |